# فيضانات رواندا 2022
فيضانات رواندا 2022 هي سلسلة من الفيضانات الجارية في جميع أنحاء رواندا. في 1 يناير 2022 بدأت عواصف شديدة في جميع أنحاء رواندا. حتى 27 يناير قُتل 15 شخصًا وأصيب 37 آخرون. سبعة من هؤلاء القتلى و26 من الإصابات كانت من الصواعق.